# Hvar Airport
Hvar Airport är en flygplats i Kroatien. Den ligger i den södra delen av landet, 300 km söder om huvudstaden Zagreb. Hvar Airport ligger 20 meter över havet. Den ligger på ön Hvar.
Terrängen runt Hvar Airport är kuperad åt nordost, men västerut är den platt. Havet är nära Hvar Airport åt sydväst.  Närmaste större samhälle är Hvar, 0,87 km nordväst om Hvar Airport. 